# Scharzfeld
Scharzfeld est un quartier de la commune allemande de Herzberg am Harz, dans l'arrondissement de Göttingen, Land de Basse-Saxe.

## Histoire
La première mention écrite de Scharzfeld est  dans un document qui fait référence à l'année 952 et qui a probablement du XIIIe siècle. Schartfelde et d'autres villages sont remis par l'empereur Otton à l'abbaye de Pöhlde. Dans les environs de Scharzfeld se trouvent les déserts médiévaux de Königshagen et Smerbeke.
En juillet 1972, Scharzfeld intègre Herzberg am Harz.

## Monuments
- Église troglodyte
- La grotte de la Licorne
- Château de Scharzfels
- Großer Knollen

## Infrastructures
- Bundesstraße 243
- Ligne de Northeim à Nordhausen

## Personnalités liées au village
- Ernst August Spangenberg (1689-1784), juriste
- Georg Schulze (1807-1866), prêtre
- Ralf Nielbock (né en 1954), géologue

## Source, notes et références
- (de) Cet article est partiellement ou en totalité issu de l’article de Wikipédia en allemand intitulé « Scharzfeld » (voir la liste des auteurs).